# Burgahnl

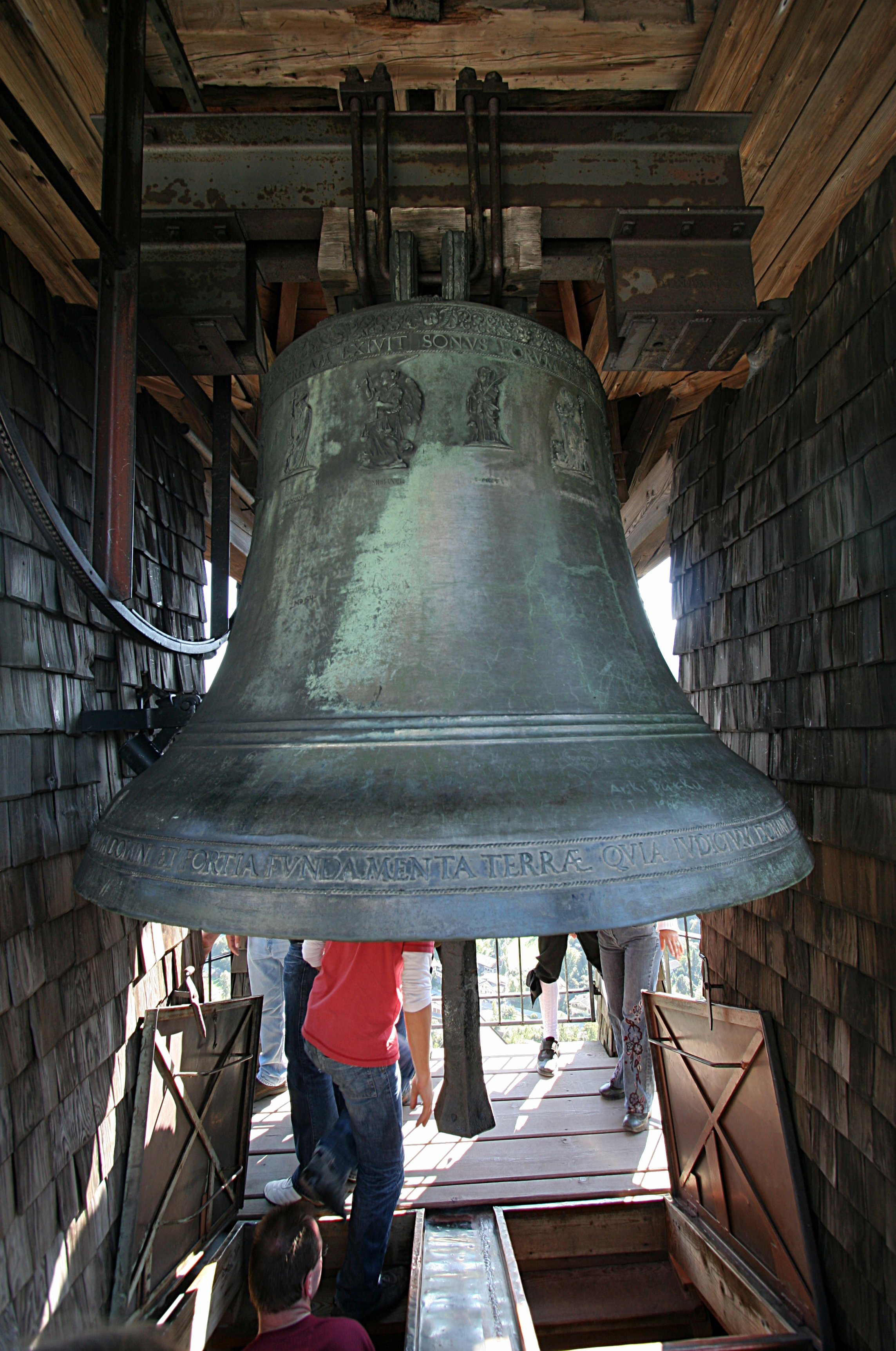
Das Burgahnl (Radtrieb links im Bild)

Das Burgahnl ist die 4412 kg schwere Glocke im Glockenturm der Festung Hohenwerfen. Sie wurde 1568 in Innsbruck von Hans Christoph Löffler aus der berühmten Glockengießerfamilie gegossen. Der Glockenturm, in dem sie hängt, ist der alte Bergfried der Altburg, der im 16. Jahrhundert umgebaut wurde (verkürzt, gerundet). Die Glocke wurde ursprünglich über geschmiedete Eisenhebel zweizügig im Wechsel geläutet, hat heute aber ein Läutwerk mit Radtrieb.
Sie steht mitsamt der Burganlage unter Denkmalschutz. Beim Burgbrand von 1931, bei dem ein Großteil der Gebäude zerstört wurde, konnte sie gerade noch gerettet werden. Zu hohen Feiertagen wird die Glocke bis heute geläutet.